# Alisar Ailabouni
 (mai 2025).
Alisar Ailabouni ( Arabic: أليسار عيلبوني; née le 21 mars 1989) est une mannequin autrichienne d'origine syrienne et lauréate de l' émission Germany's Next Topmodel, Cycle 5.

## Premières Années
Ailabouni déménage en Autriche à l'âge de sept mois et grandi à Amstetten et Schörfling am Attersee, où elle va à l'école. Elle joue le rôle de Juliette dans Roméo et Juliette de Shakespeare avec le groupe de théâtre de l'école. Elle a deux frères. Ailabouni joue au basket-ball et fait partie de l'équipe autrichienne des moins de 16 ans.

## Germany's Next Topmodel
Après avoir postulé à un casting ouvert à Munich, Ailabouni réussi à atteindre le top 18 et commence à dominer la compétition en remportant plusieurs castings. Cependant, en raison de sa personnalité timide, les juges remettent en question sa capacité à se faire remarquer et l'ont vue en difficulté à plusieurs reprises lorsqu'elle devait se produire en dehors de sa zone de confort. Pendant longtemps, elle a été la seule finaliste non allemande du top 3 de Germany's Next Topmodel (bien que la gagnante de la saison précédente Sara Nuru soit d'origine éthiopienne, elle possède la nationalité allemande), jusqu'à la saison 10, où Ajsa Selimovic, qui vit en Autriche, a réussi à atteindre le top 3. En finale, Alisar réussi à gagner, battant ses co-concurrentes Hanna Bohnekamp et Laura Weyel lors d'une finale en direct organisée en juin 2010. Elle est apparue ensuite en  couverture du Cosmopolitan allemand en juillet 2010, et dans une publicité pour Venus Breeze, qu'elle a remporté dans l'émission.

### Retrait du contrat ONEeins
Comme sa prédécesseure Sara Nuru, Ailabouni n'a pas décroché de contrat avec une agence de mannequins connue. Elle est managée par l'agence Management ONEeins de Günther Klum mais décide à peine un an plus tard de quitter l'agence car elle avait le sentiment qu'on ne lui confiait que des contrats médiocres sans aucun rapport avec le mannequinat,. C'est la première fois qu'une gagnante de l'émission poursuivait en justice son agence pour se soustraire à son contrat et à ses obligations, moins d'un an après sa victoire.

## Carrière
Ailabouni s'installe à Paris où elle est engagée sous contrat par PARS, l'agence de mannequins de Peyman Amin qui était juge sur GNTM mais qui en est partie avant sa participation. Elle réussi également à signer avec d'autres agences de mannequins: Eskimo Models, City Models à Paris, Fashionmodel à Milan, Red à New York et Elite Model Management à Londres.
Elle a joué son propre rôle dans le téléfilm « Deutschland gegen Österreich – Das Duell ».
Elle a défilé pour la collection G-Star SS2011 à New York et a défilé à la Fashion Week de Berlin la saison suivante. Elle est aussi apparue dans le numéro de décembre 2012 de Vogue Italia. Elle a défilé pour 17 marques différentes lors de la Fashion Week de New York en 2012.
En 2014, Ailabouni est le mannequin gagnant de Project Runway (saison 13). Elle gagne après que Sean Kelly, le créateur pour lequel elle a posé, ait remporté la saison.